# 亞述雕塑

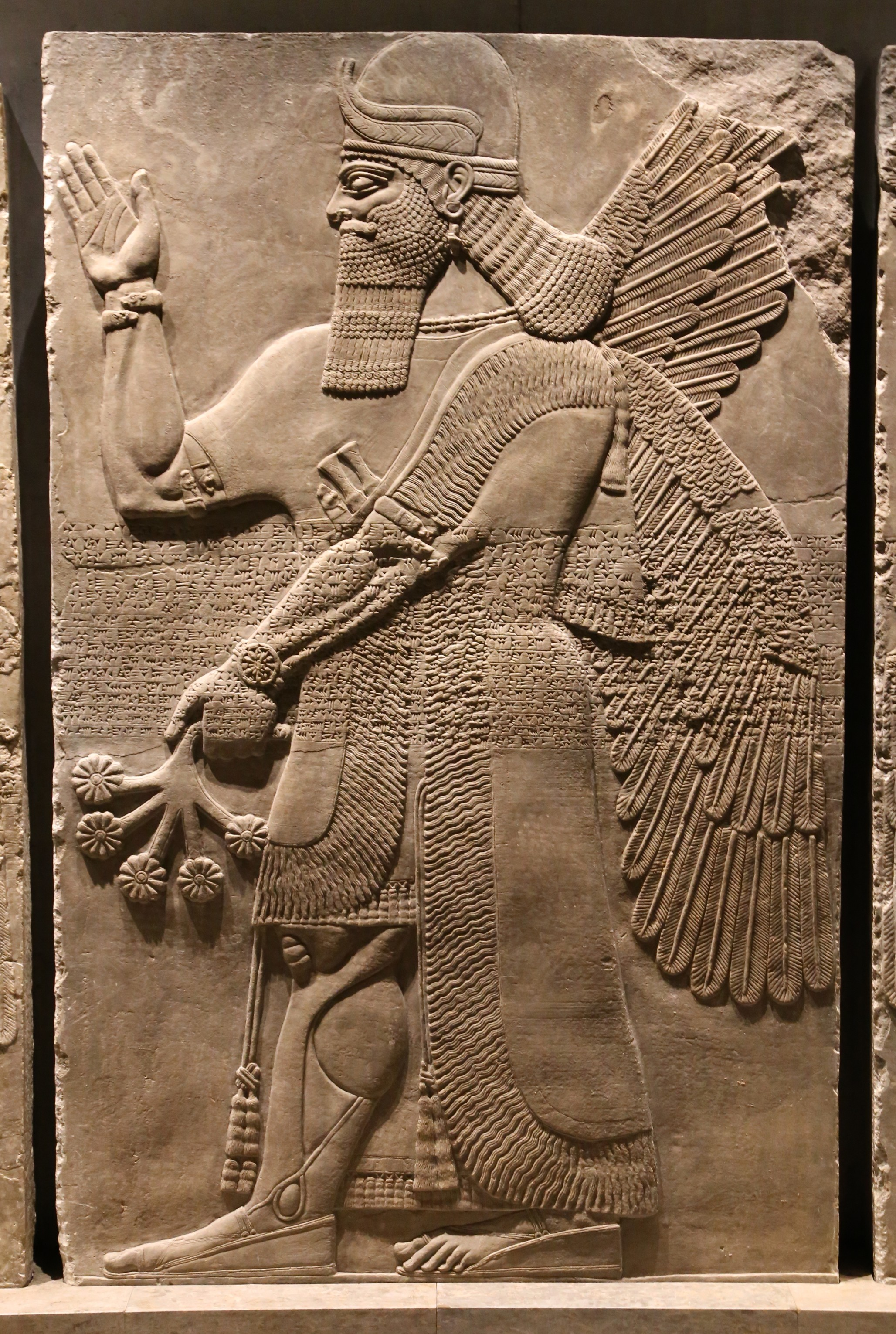
《有翼精靈》、尼姆魯德。公元前870年。

亞述雕塑是指來自古代亚述國家的雕塑，特別是公元前911年至公元前612年的新亚述帝国期間所創造的藝術作品，該帝國以美索不達米亞（今伊拉克）的阿蘇爾城為中心，在其鼎盛時期統治著整個美索不達米亞、黎凡特和埃及，以及安納托利亞、阿拉伯半岛和現代伊朗和亞美尼亞的部分地區。構成了美索不達米亞藝術的一個階段，在當時，亞述文明使用了石膏和雪花石膏來製作大型雕塑。
亞述雕塑最著名的代表作品是守衛入口通道的巨大拉玛苏，以及使用雪花石膏製作的宮殿浮雕，該浮雕最初曾進行彩繪，並固定在宮殿主要房間周圍的牆上。其內容主題包含讚嘆國王的場景，展示在戰爭、狩獵或履行國王職責的表現。其他倖存的藝術品包括滚筒印章、岩石浮雕、寺廟浮雕雕像、大門使用的青銅浮雕條和少量金屬製品。在尼姆魯德也發現了一組由十六個獅子形狀的青銅砝碼，上面刻有楔形文字和腓尼基字母的雙語銘文。自從19世紀中期遺跡出土以來，亞述的藝術從最初完全不為人知，到成為至今藝術界等文化所討論的主題對象，當前大部分亞述雕塑的收藏幾乎於歐洲或美洲的博物館中展出。
當代，亞述雕塑仍在面對人為破壞的危機，許多仍留在原地，或在其發現地點附近保存的歷史遺蹟，曾在2010年代伊斯蘭國佔領時被故意摧毀。

## 宮殿浮雕

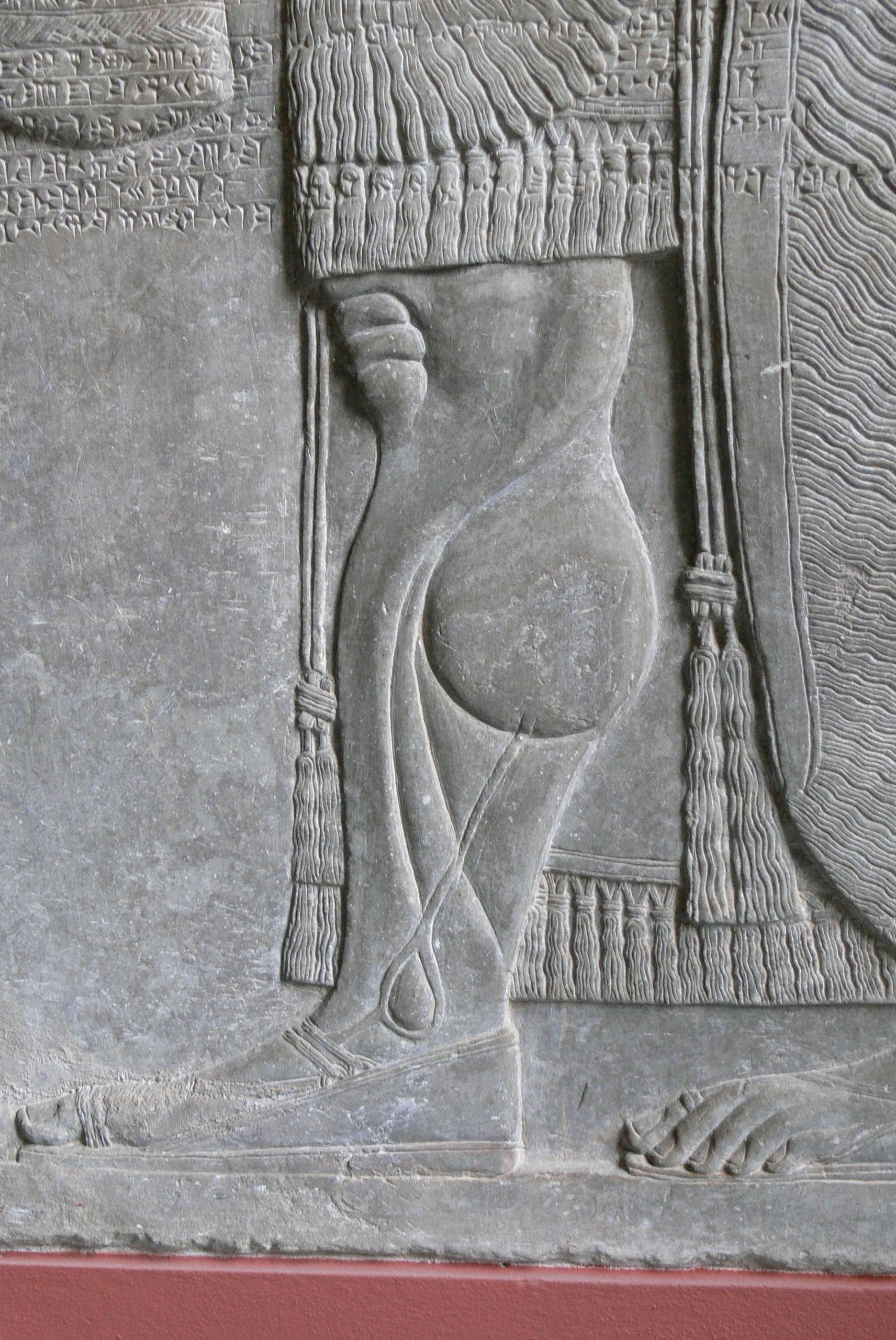
有翼精靈的細節，位於阿淑尔纳西尔帕二世宮殿

正如早期的美索不達米亞藝術，亞述人按照蘇美爾的模式建造神廟和塔廟，並延續了藝術文化而持續發展。在亞述皇宮的建造中，亞述人在牆壁上建設了宮殿浮雕，並沿著大廳牆壁形成連續的條帶。這種風格被確認早在公元前879年左右就已開始，當時的亞述國王阿淑尔纳西尔帕二世將首都遷至靠近現代伊拉克北部摩蘇爾處的尼姆魯德。 此後在大約250年的時間裡，直到亞述帝國末期，新建的皇家宮殿都擁有著宮殿浮雕的裝飾特徵。儘管隨著歷史的發展，浮雕風格有微妙的轉變，但主題和處理上依然有著非常大的連續性。
宮殿浮雕的構圖，被安排在通常約7英尺高的平板或直立板上製作，使用一到三個水平圖像寄存器，場景通常從左到右閱讀。這些雕塑通常都附有著楔形文字的銘文，以此解釋人物的動作、國王的名字及頭銜。人物的頭部和腿部通常是以側面顯示，但軀幹則是以正面或四分之三視圖顯示，浮雕的人物眼睛通常以正面展示的。多數面板展示了少數人物，如國王和其他宮廷人物，但若是在軍事行動的描繪時，則會刻畫了包括數十個小人物、動物等生物，並試圖展示著廝殺的場景。
當描繪戰役時，宮殿浮雕著重於事件順序的過程，包括軍隊從前進、渡河、圍城、告終、投降、進貢，以及返回家園的情景。其中，拉吉浮雕曾呈現了發生於前701年前，拉吉圍城戰役的過程；該浮雕作為辛那赫里布宮殿的裝飾，現存大英博物馆。 英國藝術史學家與藝術理論家恩斯特·贡布里希也透過該浮雕觀察到，浮雕中許多傷亡人員中沒有一個來自亞述一方，另一個著名的浮雕是巴尼拔獵獅浮雕，該浮雕於尼尼微北宮被發現，展現著在舞台上和被人類捕獲並釋放到競技場獵殺的獅子。該浮雕中獅子的真實感一直受到人們的讚揚，這些場景通常被認為是「亞述藝術的最高傑作」。
在其他主要特徵中，浮雕也出現了許多次要超自然的生物形象，包括一個稱為有翼精靈的肖像，該生物以各種各樣的方式出現在浮雕以及整個寺廟和宮殿中，通常是長著鬍子的男性形象，長著鳥的翅膀。與主要以符號表示的亞述神不同的是。「精靈」常拿著桶和錐做出淨化、施肥或祝福的手勢；其含義在當前尚也不清楚。然而，「精靈」特別是在其大型身形上，如服裝、頭髮和鬍鬚、樹幹和葉子等區域的細節和圖案上，呈現比其他人物還要更加精確的雕刻。

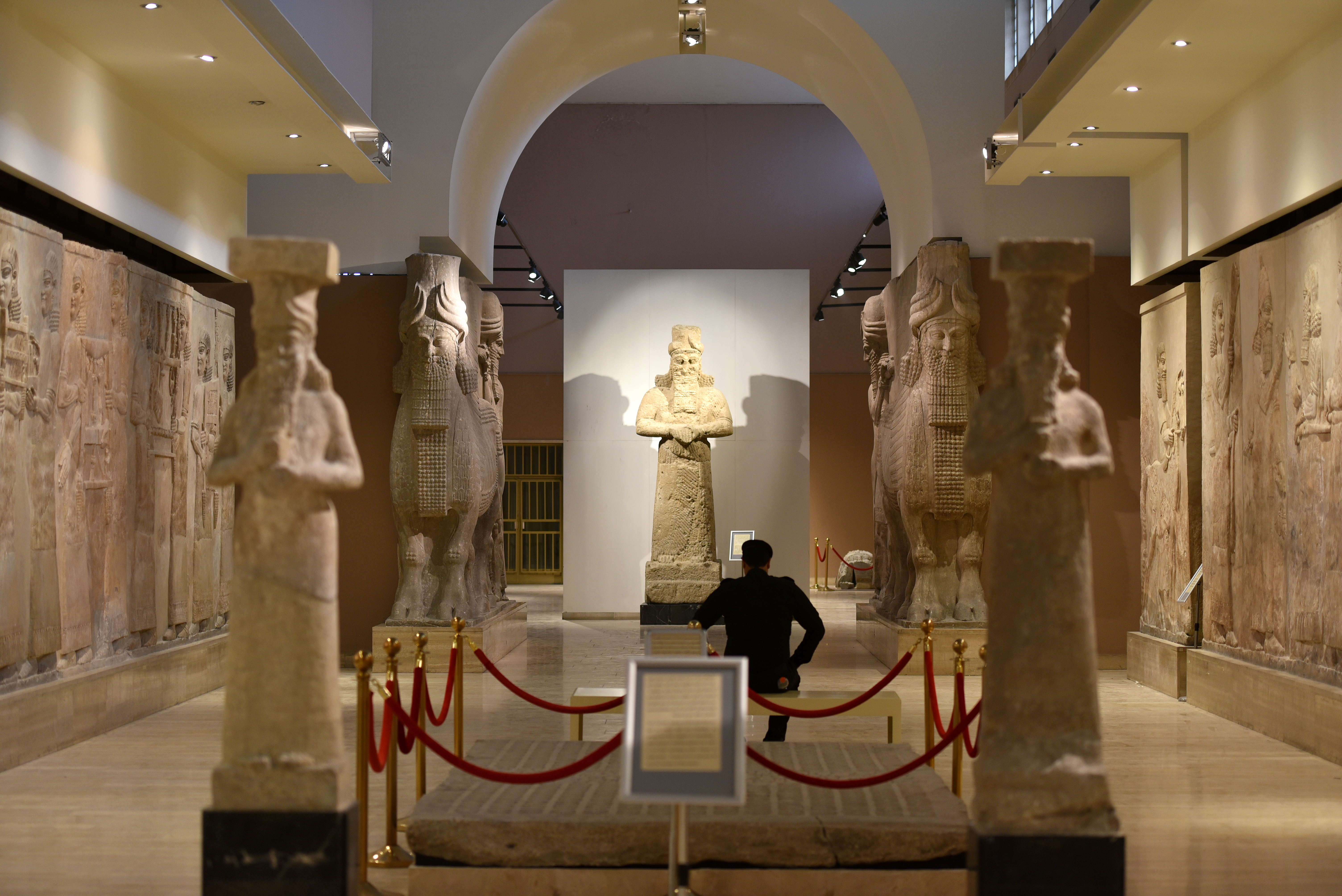
巴格達伊拉克國家博物館的X展覽室，作為展示亞述雕塑使用。

在一部分的風景畫中，浮雕遠方的元素會比前景的元素高，但不會比前景的元素更小，儘管有些場景已被解釋為使用比例來表示距離。其他場景似乎重複了一個人物的連續不同時刻，執行相同的動作，最著名的是一頭奔砲的狮子。但這些反而是較為不常見。
統治者通常會在敘事性的畫面中顯示，也會以一個大型的站立人物出現在一些突出的位置，通常國王周圍也由有翅膀的神祇所陪同。如亚述巴尼拔在尼姆魯德的宮殿中，有一個被稱為「寶座室」的地方重複了兩次的構圖，展示了一棵「神聖的樹」或「生命之樹」的情景，兩側是國王的人物，有翅膀的神祇在他背後使用桶和錐。在樹的上方是主要的神祇之一，也許代表著亞述人的主神阿曉神。從有著翅膀的圓盤中伸出來，這樣的場景在國王的袍子上也有展示，主要的神祇通常以圓盤或純粹的符號形式懸浮在空中。其他地方，樹通常由神靈照顧，表示神秘的存在。
女性很少出現在浮雕中，通常都作為囚犯或難民出現；一個例外是亞述巴尼拔和他的王后的「野餐」場景。 許多沒有鬍子的皇室侍從可能被認為是掌管著帝國大部分行政事務的太監，除非他們也剃光了頭，戴著非常高的祭司帽子。 國王通常由幾名朝臣陪同，最接近國王的可能通常是指定的繼承人，不一定是長子。
宮殿的巨大規模，允許宮殿浮雕以前所未有的擴張速度製作，使事件的順序、大量人物的活動進行豐富詳細的描述，這直到古羅馬图拉真柱和馬可奧里略圓柱落成後才有所類比。

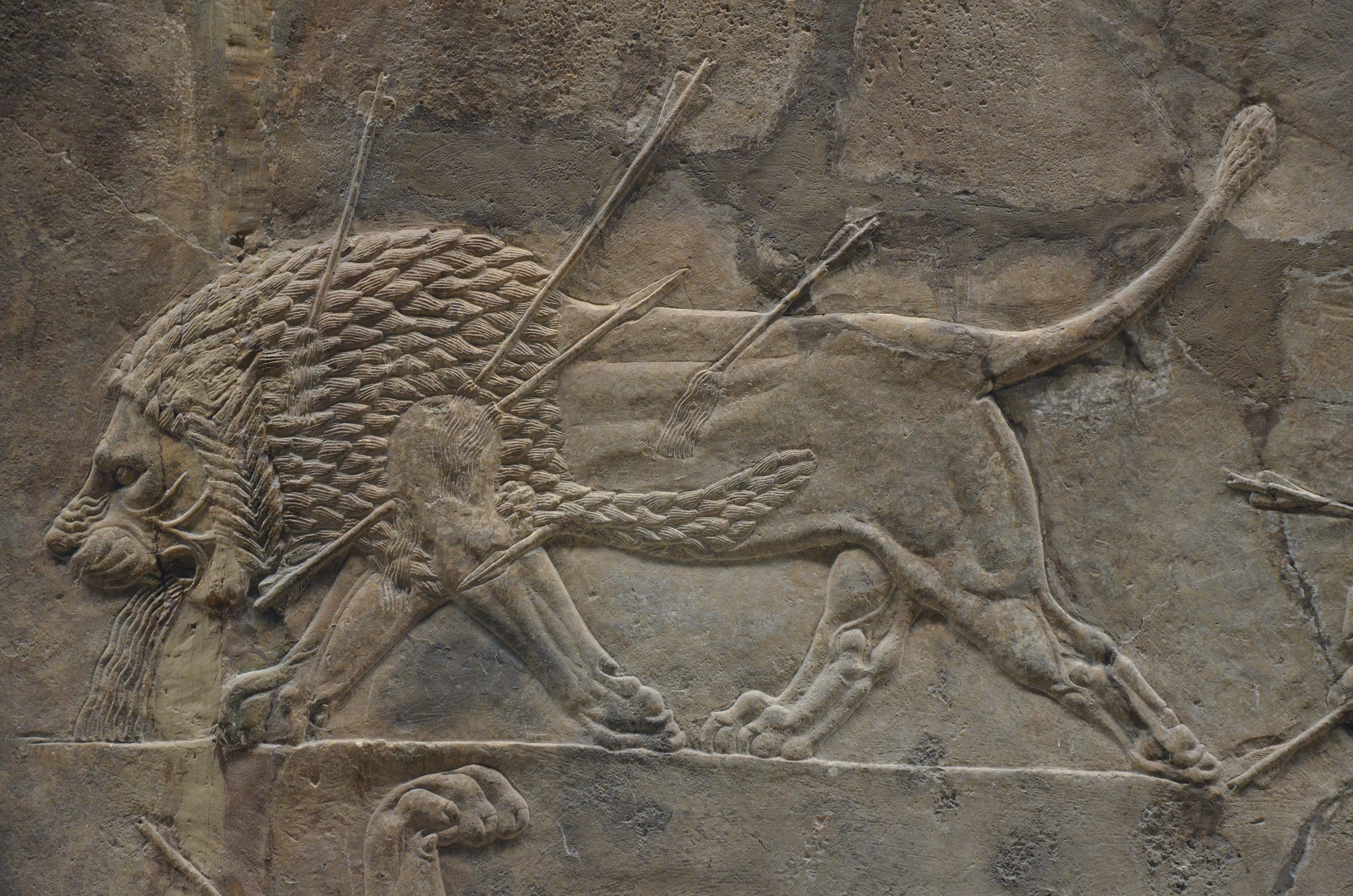
垂死的獅子，出自於《巴尼拔獵獅浮雕（英语：Lion_Hunt_of_Ashurbanipal）》
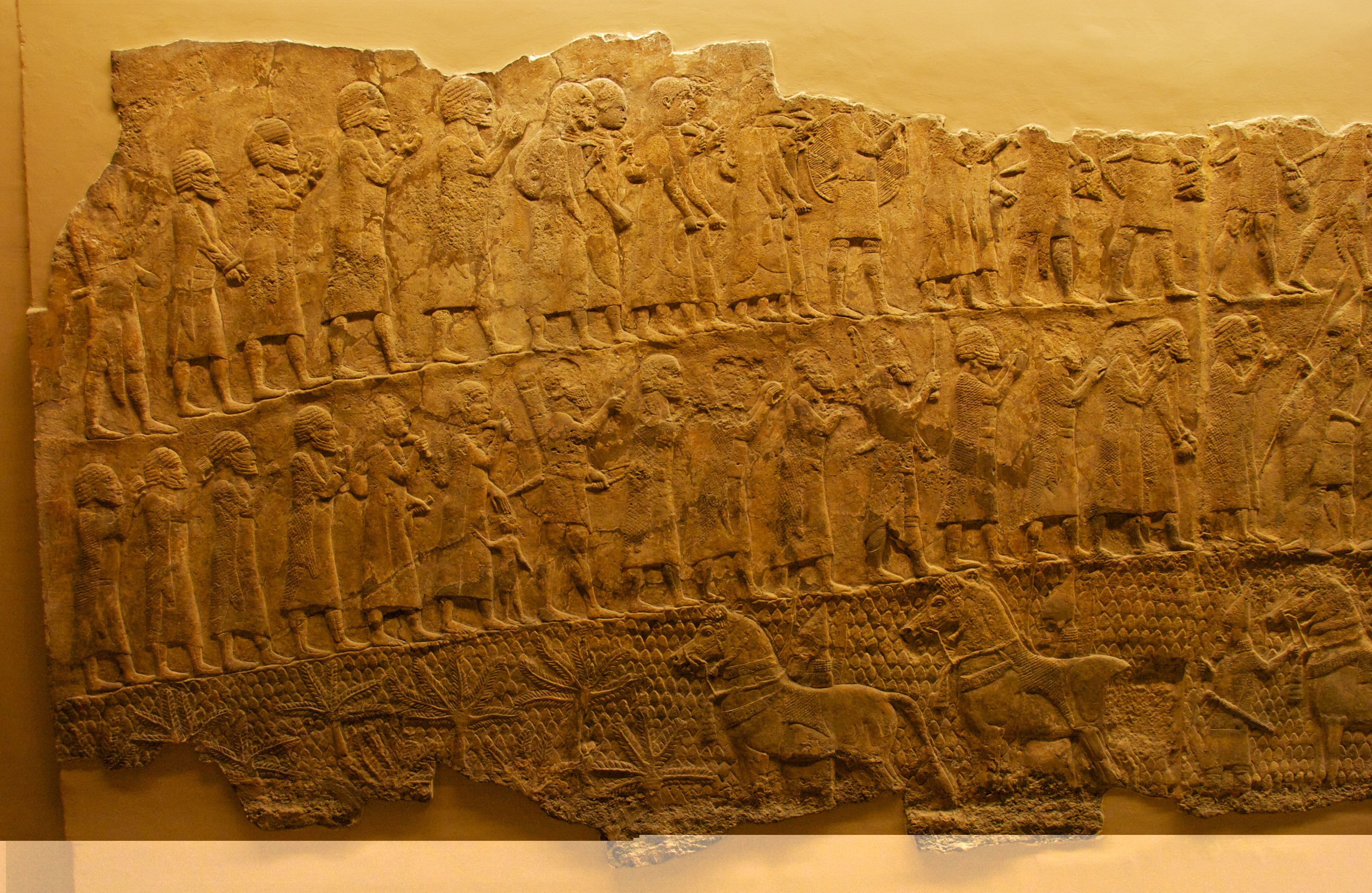
囚犯和騎兵，出自於《拉吉浮雕（英语：Lachish_reliefs）》
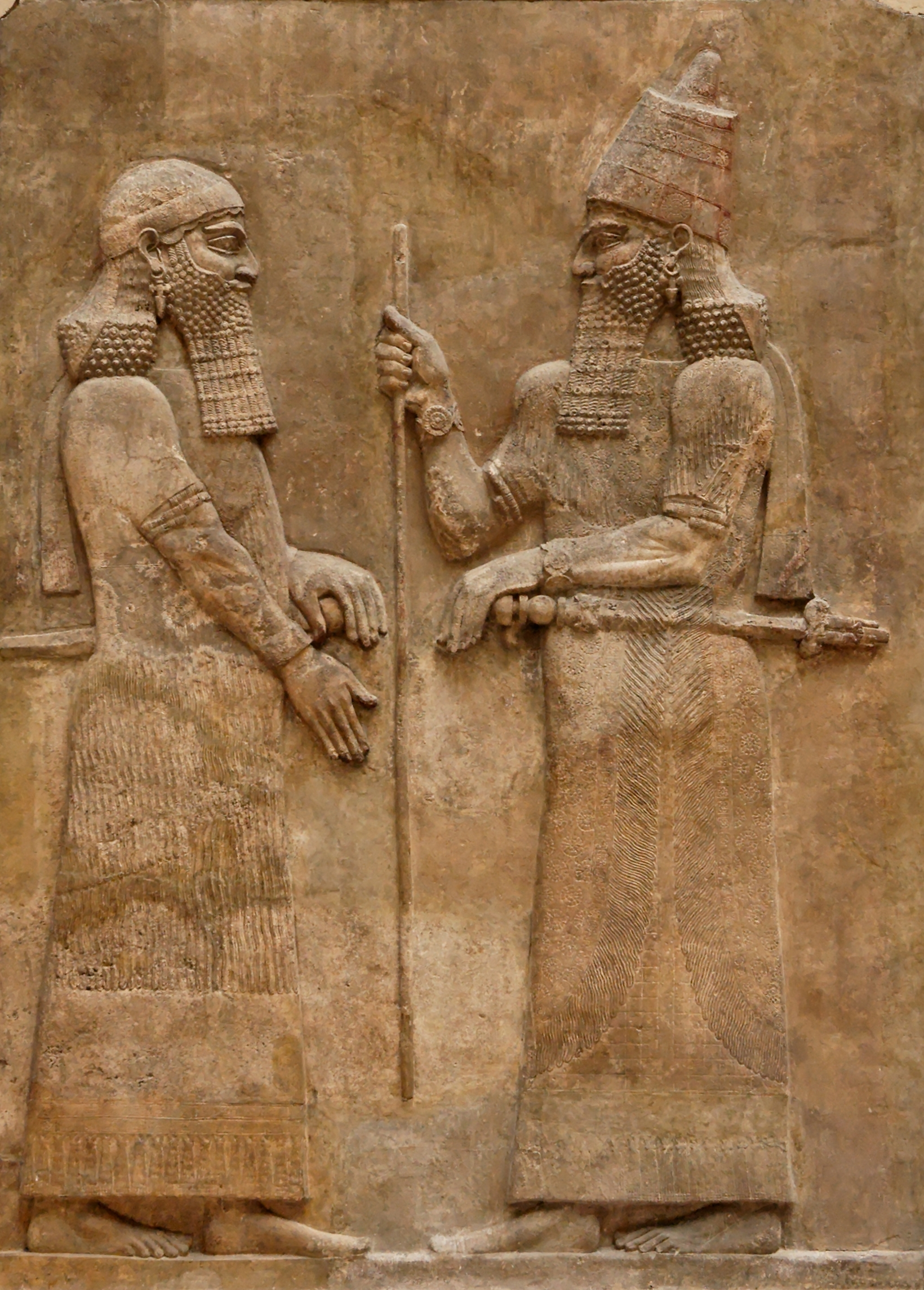
薩爾貢二世（右側人物），可能面對他的繼承人辛那赫里布，出自於杜尔舍鲁金
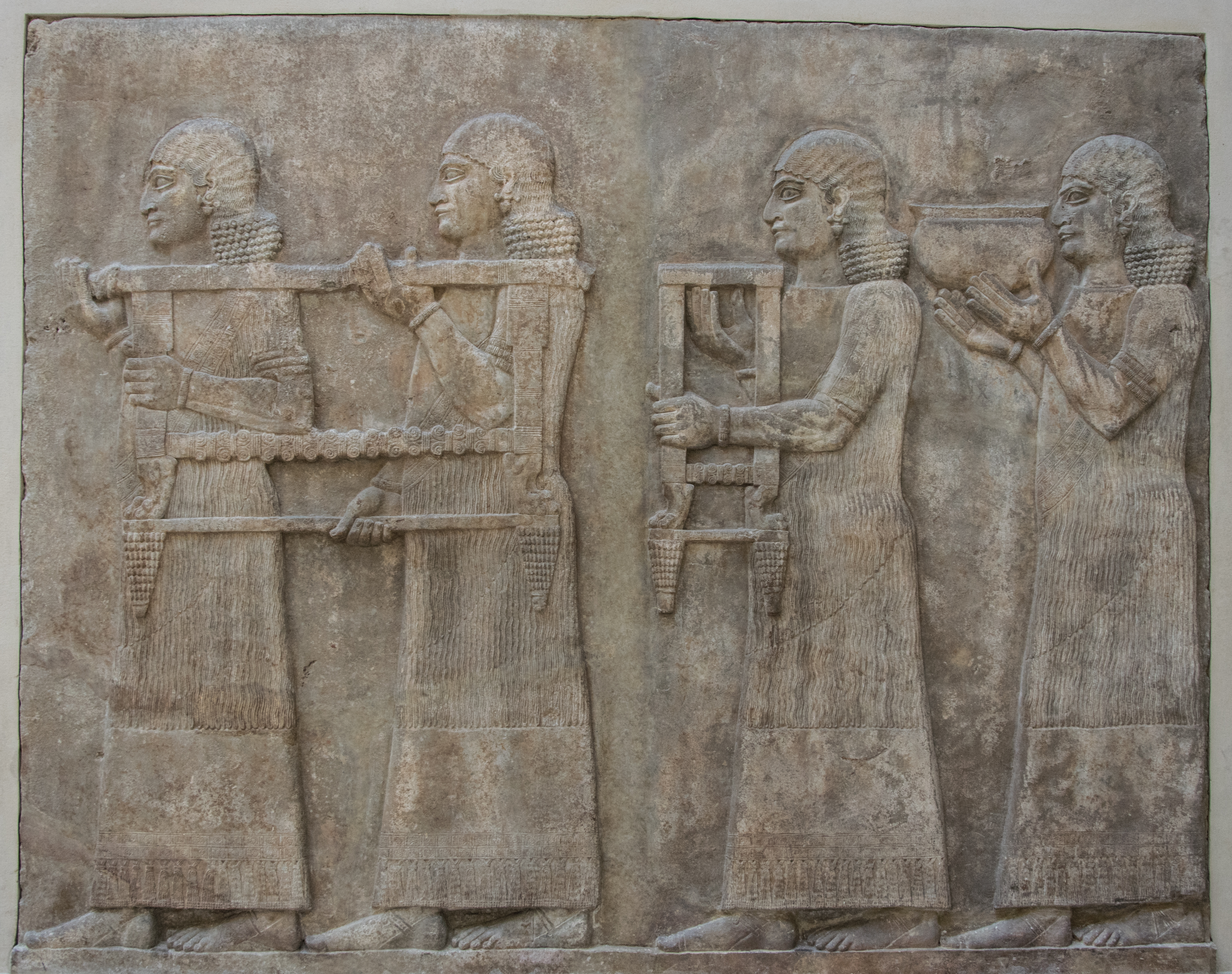
太監侍從端著家具和碗的情景

### 拉瑪蘇

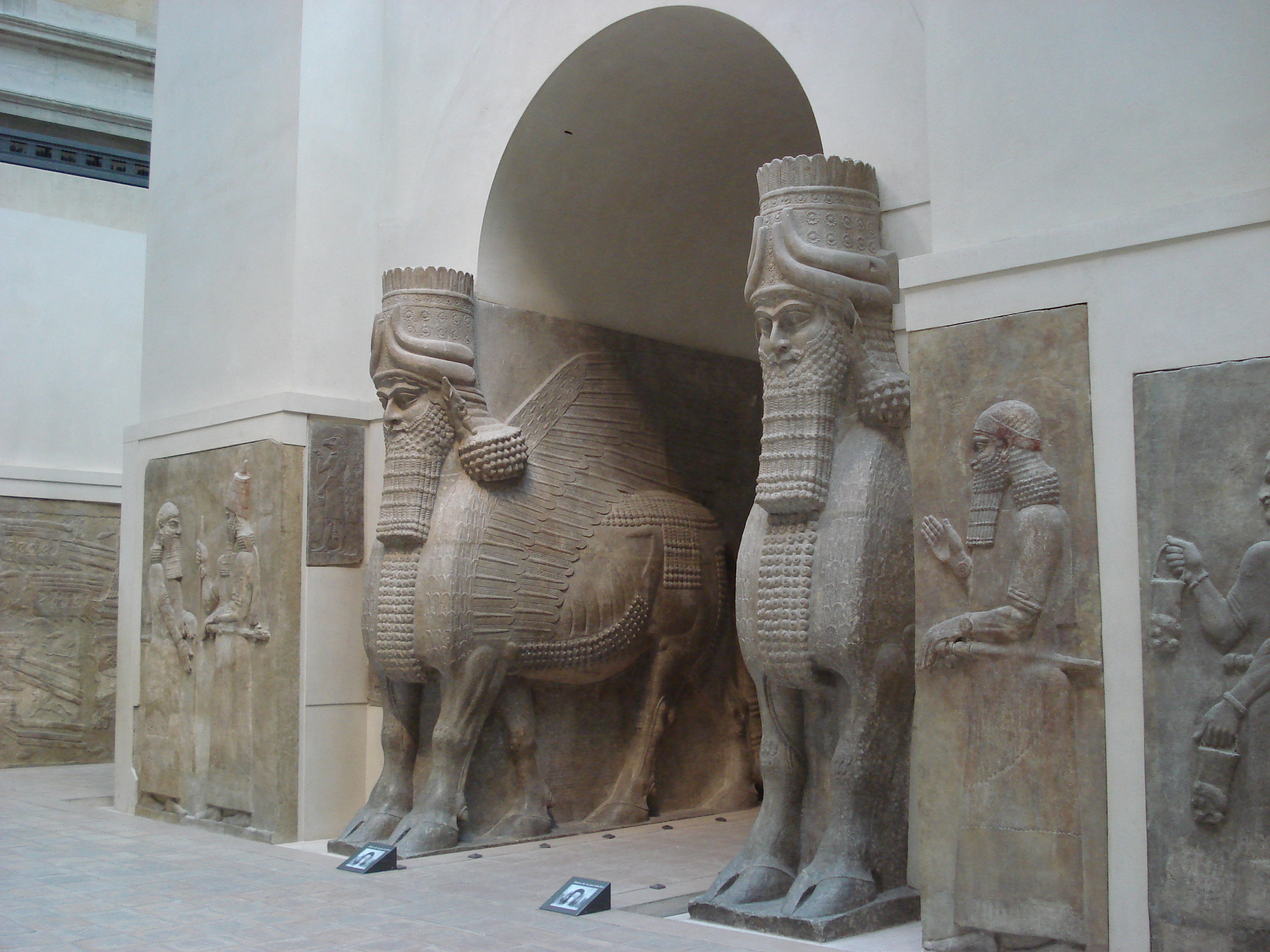
一對來自杜爾舍魯金的拉瑪蘇雕像和捨杜

拉玛苏是有保護作用的小神靈，是是亞述文化中半人半獸的怪物。其雄性个体又称捨杜（希伯來語：šed (שד)；阿卡德語：šêdu.），二者常被置于守護寺廟或宮殿入口的左右兩旁。它為亞述人的眾主神之一，其臉部據說是按照薩爾貢二世的形象雕刻而成，它們有時會出現在敘事浮雕中。
在亞述的雕塑中，巨大的入口身形通常被一個抓住扭動的獅子的英雄所跟隨，這也是巨大的高浮雕；這些和一些旁邊的拉瑪蘇是亞述雕塑中唯一屬其他類型的高浮雕。這些英雄延續了美索不達米亞藝術中的「動物之主」傳統，也可能代表古代美索不達米亞史詩《吉尔伽美什史诗》中的中心人物恩奇杜。在薩爾貢二世的宮殿中，至少共有七個精靈長馬和兩個帶獅子的英雄團體圍繞著通往「王位室」的入口。這些人物集中在一起，產生了壓倒性的權力印象。在在尼尼微的西拿基立宮殿中也有十尊拉瑪蘇的雕像。
巨大的拉瑪蘇經常其他伴隨有翼精靈出現，被認為是保護或淨化儀式設備的功能。除了也出現在滚筒印章上，拉瑪蘇也出現在守衛亞述國王修建的运河起點，在部分寺廟遺跡也能夠發現一對雕像的蹤影。
伊斯蘭國在2010年代佔領伊拉克北部時，曾摧毀了留在該地區的不少拉瑪蘇。

### 建築

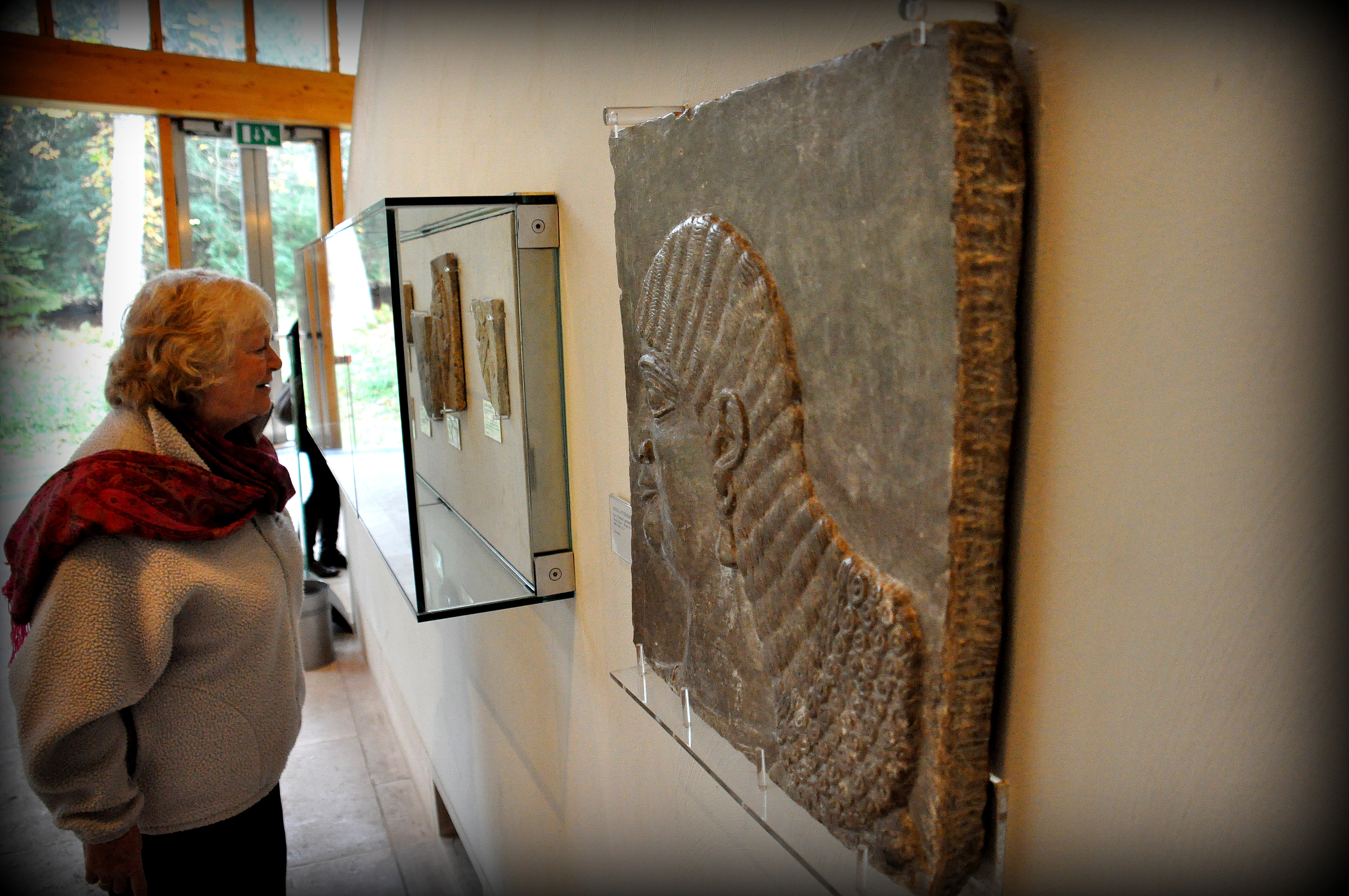
在尼姆魯德遺跡所發現的浮雕碎片，顯示了石板的深度比例。浮雕建造的主要負責人應屬宮廷太監。

「摩蘇爾大理石」石膏的岩石露頭，通常在亞述王國的幾個區域使用，該岩石非常柔軟，微溶於水，暴露的表面已經退化，需要切割才能使用。因此也有浮雕展示了辛那赫里布在尼尼微的新宮殿採石的情況，大理石的浮雕主要由戰俘提取石塊。以長鐵將石塊鋸成厚板，並運在宮殿固定臥式雕像的泥磚牆體，將石塊其牢固地將貼在牆上後，使用鉛銷和夾具固定，底部放置在瀝青床上 。一些浮雕使用「具有吸合力的化石石灰岩」為材料製作，與臥式雕像相反，拉瑪蘇的雕像反而是在採石場中雕刻完成再運至宮殿，無疑是為了減少搬運時巨大的重量。
雪花石膏雖軟但不易斷裂，非常適合用早期鐵器時代的工具進行細緻的雕刻。鄰近面板間的風格和品質可能有很大的差異，這表明不同的主雕刻師被分配了這些任務。可能主雕刻師先在平板上繪製或沿著設計刻線，然後由一組雕刻師費力地切除背景區域並完成人物雕刻。然後，文士會制定任何插字，以供切割者遵循，平板最後會被抛光以覆蓋原色。另一件版畫（在巴拉瓦特門）曾展示了創造岩石版畫的過程，顯示文士指挥雕刻師；「想必他們確保對象為皇家和宗教方面的描繪是正確的」的情景。
這些浮雕只覆蓋了宮殿房間牆壁的下部，較高的地方通常會以圖案的形式繪畫，有時還會有其他人物圖像。地板上色彩鮮豔的地毯也輔助引人注目的裝飾，當代，這些作品都沒有倖存下來，但部分門檻遺跡雕刻著重複的幾何圖案，據推測是在模仿地毯的裝飾。

當宮殿被廢棄，失去屋頂後，未烘烤的泥磚牆逐漸倒塌，覆蓋了浮雕前空間，並在很大程度上保護了浮雕免受天氣的進一步破壞。當前留下的顏色痕跡相對較少。學者朱利安·里德（Julian Reade）總結道：
|  | 令人費解的是，[雕塑上] 的更多繪畫痕跡並未被記錄下來。 |

## 其他浮雕

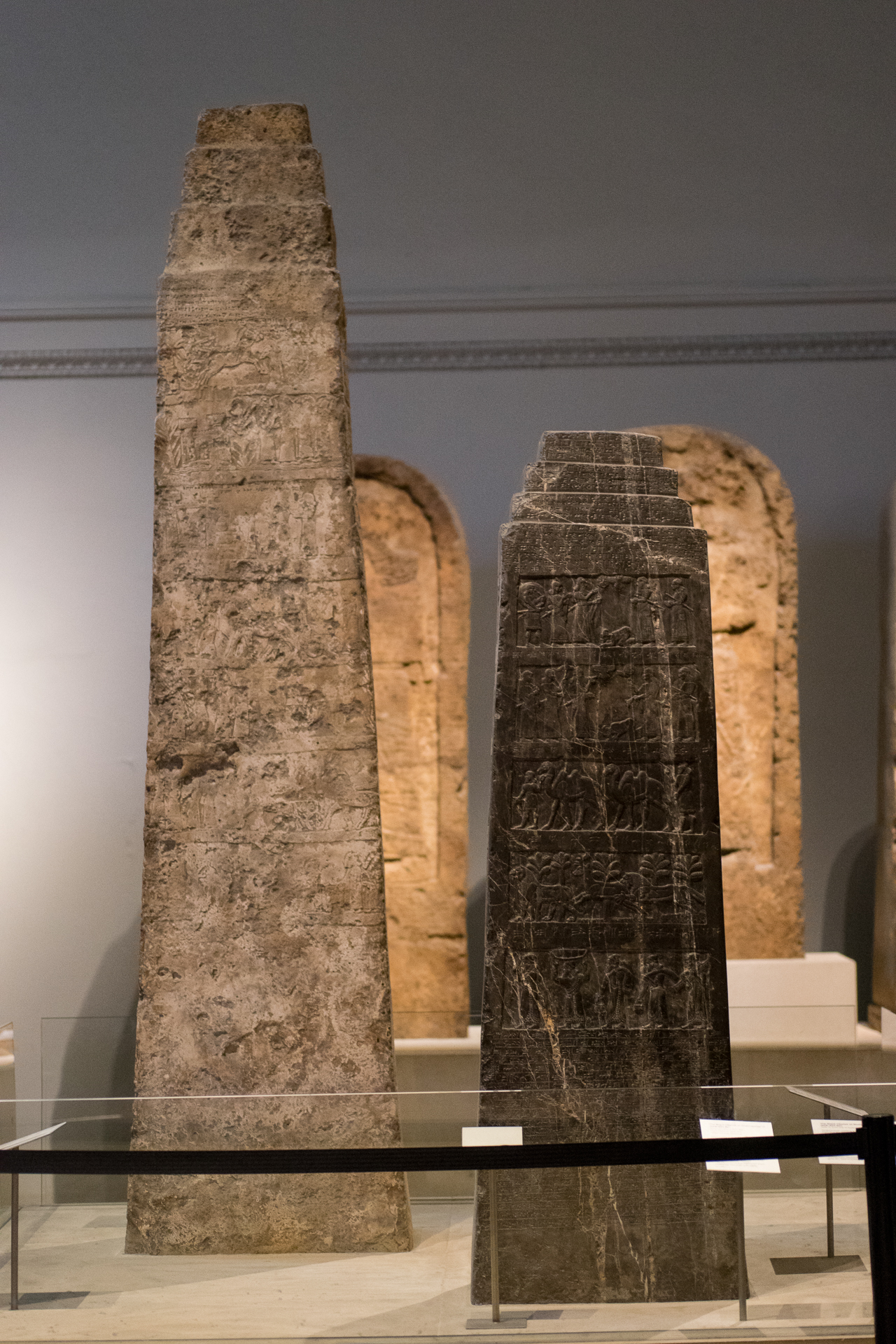
位於大英博物館的白色方尖碑（左）和黑色方尖碑（右）

除了在宮殿中發現的雪花石膏牆浮雕外，其他帶有較大浮雕的物體通常使運用於加固和裝飾大門的青銅條。當前共有三套文物存下來，全部來自公元前9世紀和相對較小的城市伊古爾-恩利爾，即現代巴拉瓦特。巴拉瓦特的城門為雙門，高約2英尺，正面和背面均裝飾有八個青銅浮雕條，每個條上都有兩個約五英寸高的敘事浮雕。其他亞述遺址可能也有類似的建築，但在帝國崩潰時，巴拉瓦特的建築物在被敵人「洗劫」之前就著火了，城市的遺跡一直隱藏在灰燼和瓦礫中；與青銅不同，石膏板不值得去搶掠。這也使得巴拉瓦特的石膏板能夠保存至今，該城門主題類似於牆上的浮雕，但規模較小。
亞述文明的一些石碑上有類似大小的浮雕，最著名的是兩個長方形方尖碑，包括前11世紀早期的亞述那西爾帕一世白色方尖碑和前9世紀的沙爾馬那塞爾三世黑色方尖碑，該兩者現典藏於大英博物館，其中還有零碎的破碎方尖碑（Broken Obelisk）和拉薩姆方尖碑（Rassam Obelisk ）。兩者分別在八個和五個記錄冊的所有四個面上都有浮雕，以及描述事件的長銘文。
其中，黑色方尖碑專注於從被征服的王國（包括以色列）帶來貢品的場景，具有冗長的銘文，以及可能與其他來源相關的地名和統治者名稱，對於楔形文字的破譯具有重要意義。方尖碑包含最早提到波斯人和猶太人的文字，並證實了發生在《聖經》中描述的一些事件。此外，同於大英博物館保存的亞述獅子砝碼也刻有楔形文字和腓尼基文字的雙語銘文。

## 雕像和肖像石碑

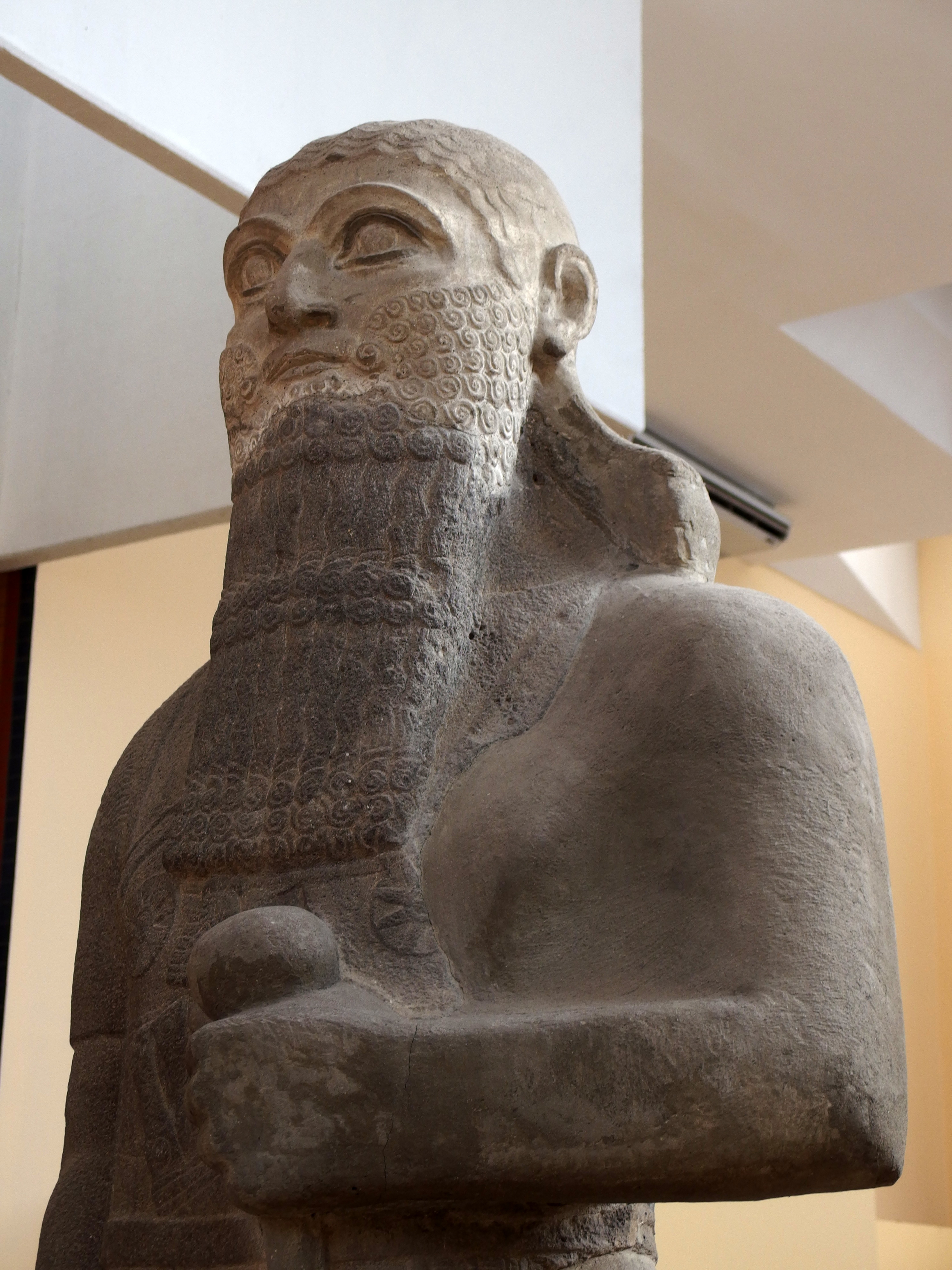
沙爾馬那塞爾三世的雕像。

至今並未有大多數獨立的亞述雕像保存，在進行考古挖掘調查時，考古學家並未有在神廟發現任何主要神像。此外也思考到隨帝國的衰落，任何金屬部分的藝術品都會被洗劫一空的舉面。至今仍倖存的兩尊亞述國王雕像與宮殿浮雕中的肖像相似，他們於寺廟被發現，並視為國王對神靈的虔誠。阿淑爾納西爾帕二世的雕像現典藏大英博物館，沙爾馬那塞爾三世的雕像則在伊斯坦布爾保留。
大英博物館也存有一尊獨特的亞述女性裸體雕像，該雕像於尼尼微的伊什塔爾神廟中發現，然而頭部、四肢在發現時早已缺失，陰毛被仔細地表現出來。它的背面刻有銘文，表明國王亞述貝爾卡拉豎立它是為了讓人們「享受」，因此該女子雕像可能代表著愛神伊什塔爾。
與其他近東文化一樣，亞述人出於各種目的豎立石碑，包括標記邊界、記載國王事蹟、歷史事件等銘文，但也有一些具有重要象徵的浮雕，包括國王的大型立像、眾神的符號以及類似於宮殿浮雕的雕像。
類似的國王肖像也出現在石刻浮雕上，大部分都位於帝國的邊緣。包括在巴拉瓦特門、以及底格里斯河隧道的區域。亞述人很可能是從赫梯人那裡得到這種形式；新亞述帝國在其他地方也有製作浮雕的記錄，有人提出該雕像主要的受眾是神明，浮雕和常常伴隨它們的銘文几乎是由统治者提交的「總查报告」的性质。由辛那赫里布修建的為尼尼微灌溉系統則擁有許多浮雕，顯示國王和神明在一起。
亞述雕塑的案例在隨後展現更雄心勃勃的波斯傳統的風格，並影響了隨後成立的新王國，從公元前500年大流士一世為自己製作的贝希斯敦铭文開始，更宏偉的規模上反映和宣揚阿契美尼德帝国的力量。

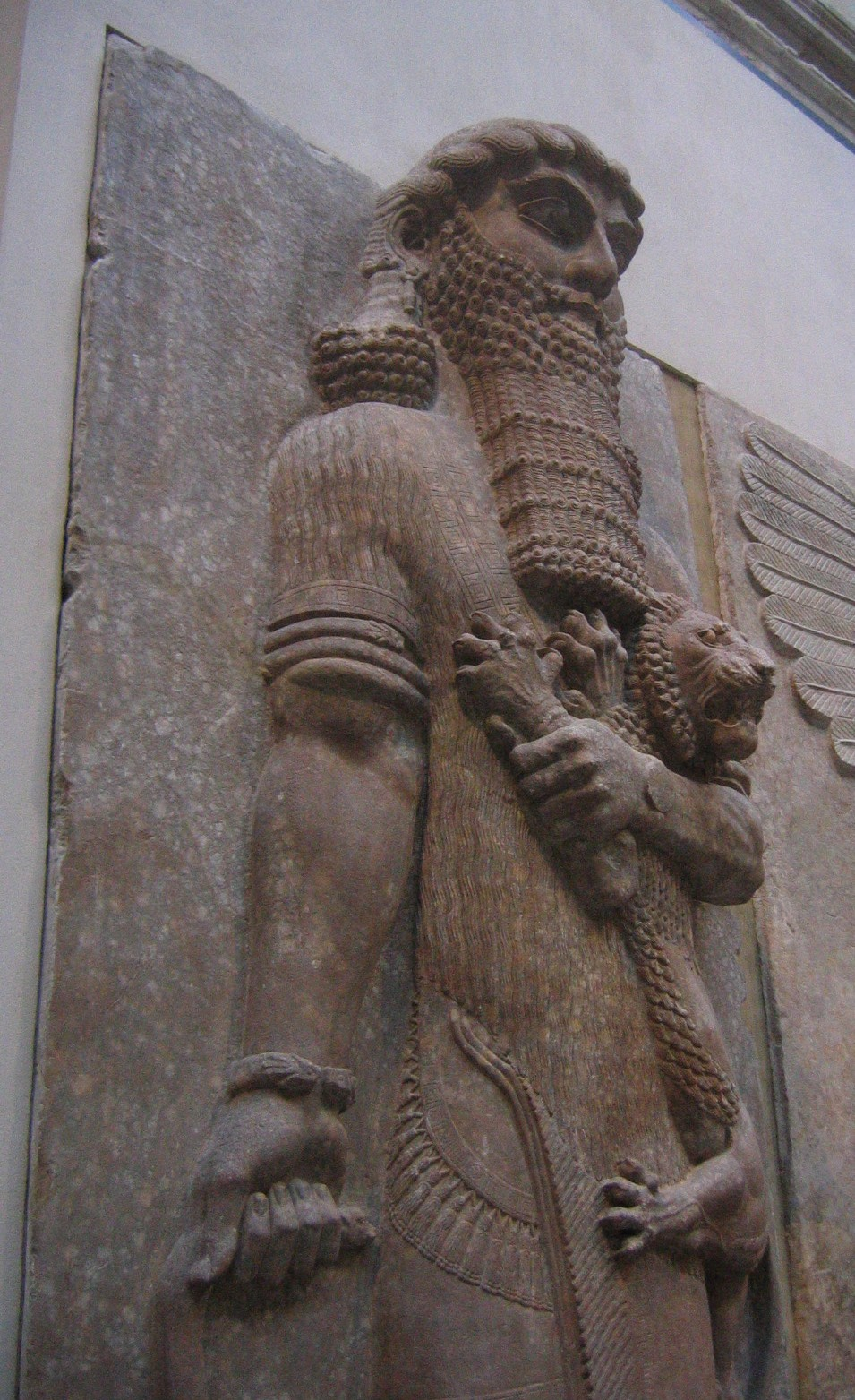
高浮雕英雄抓著獅子的雕像，杜尔舍鲁金
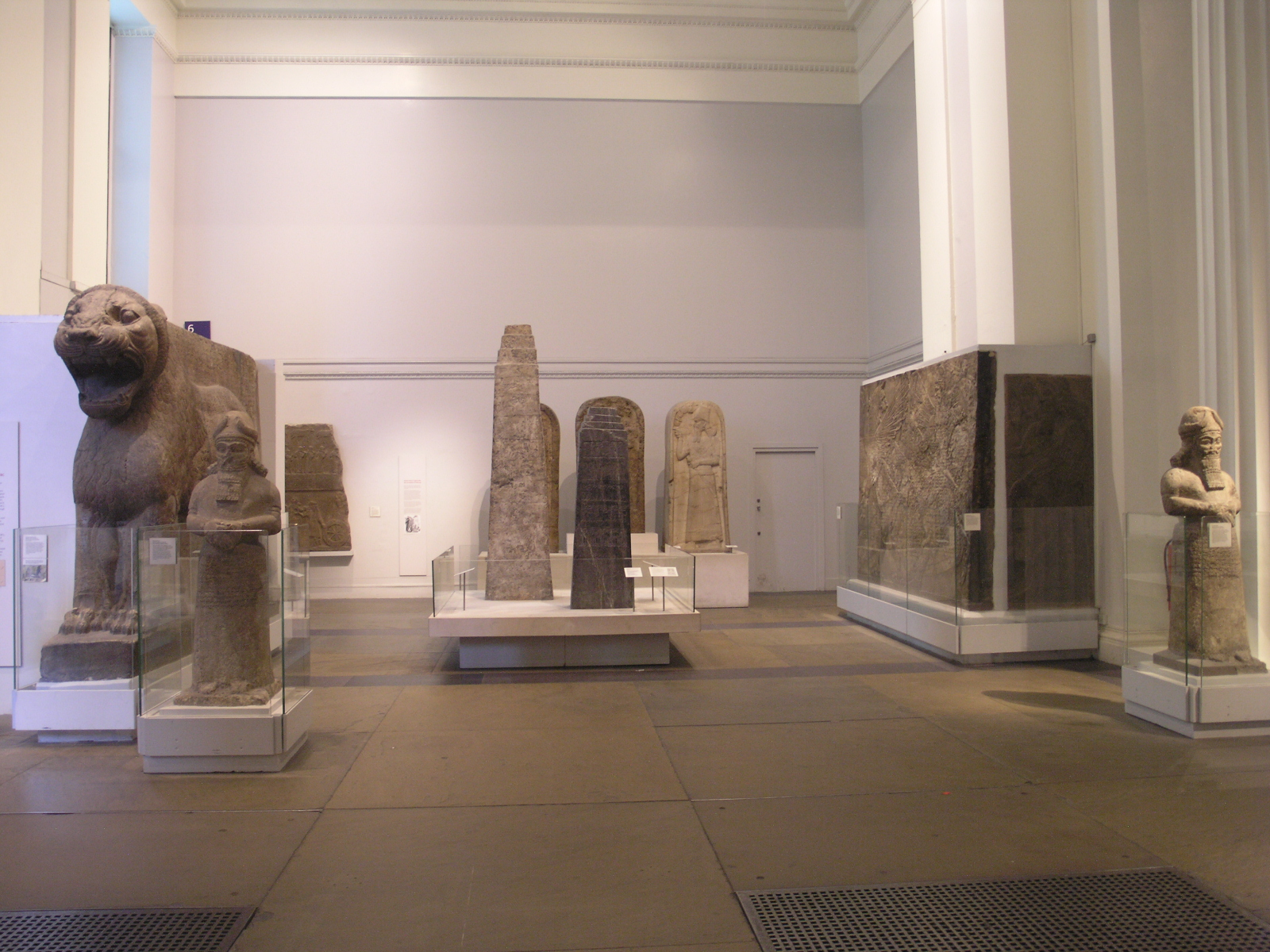
大英博物館展出的一組作品，包括寺廟入口處的獅子和黑白方尖碑
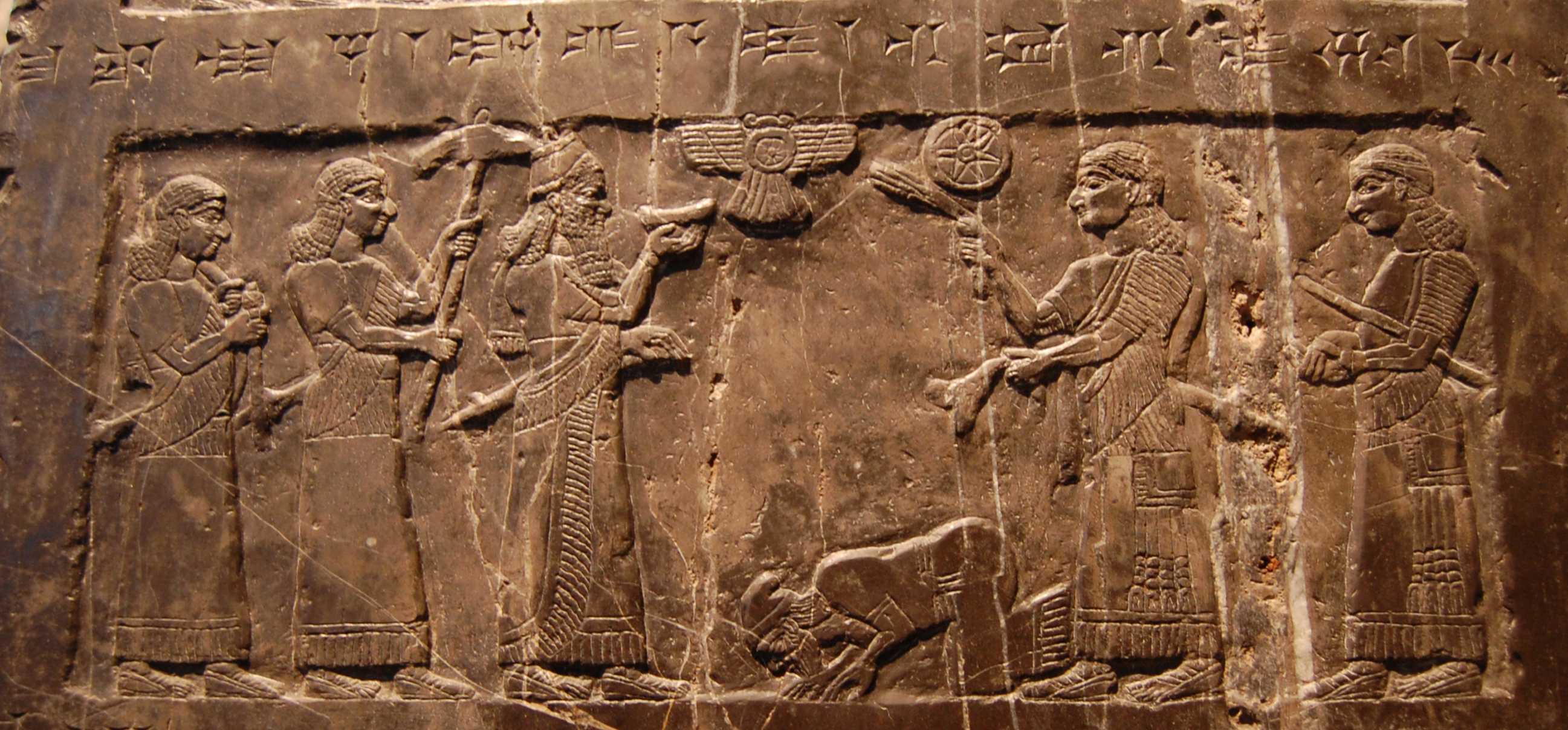
黑色方尖碑中，耶戶在沙爾馬那塞爾三世面前鞠躬。這被視為在古代近東藝術中對以色列或猶太君主的唯一描繪。
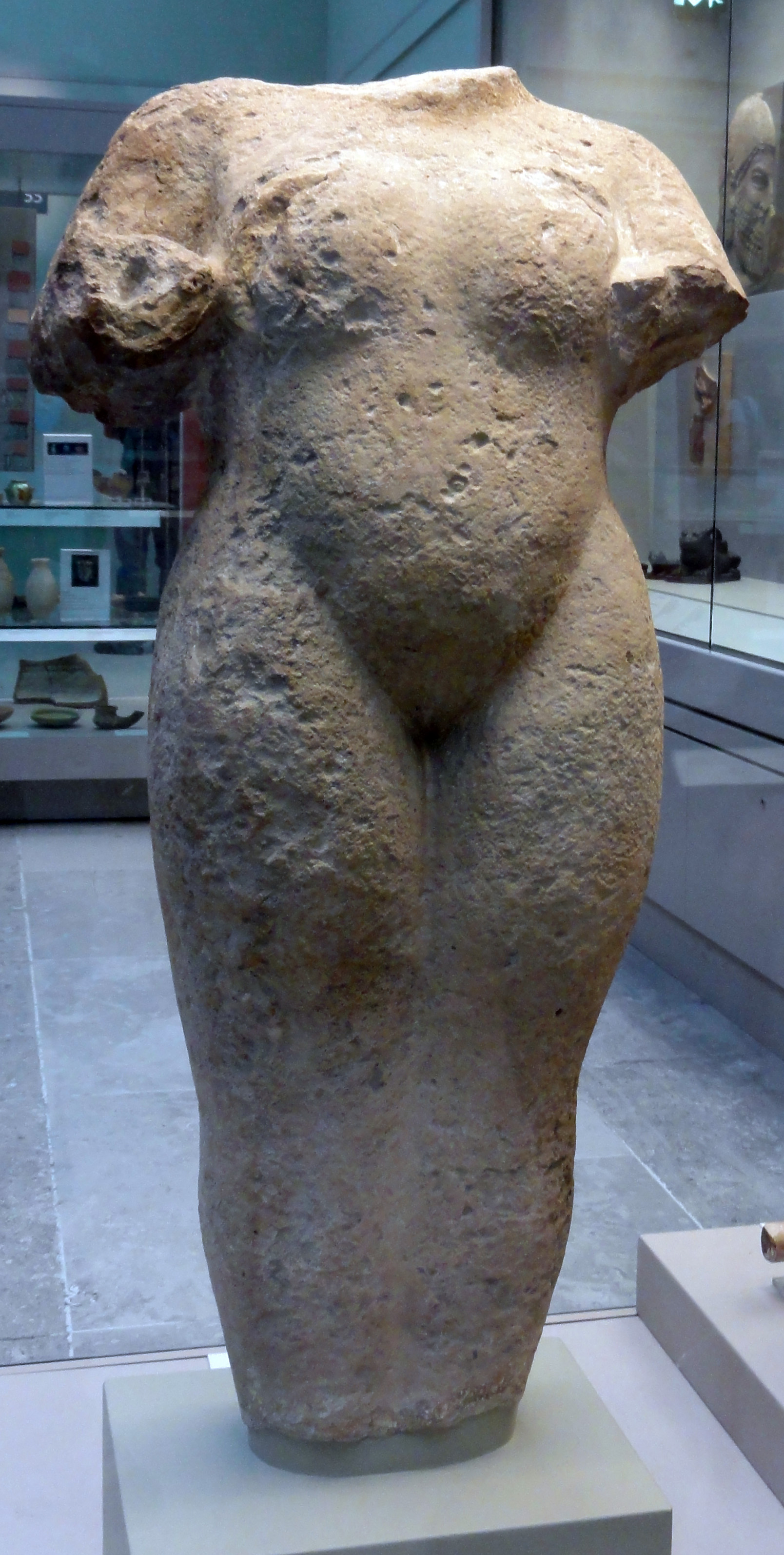
尼尼微伊什塔爾神廟中的亞述女性裸體雕像
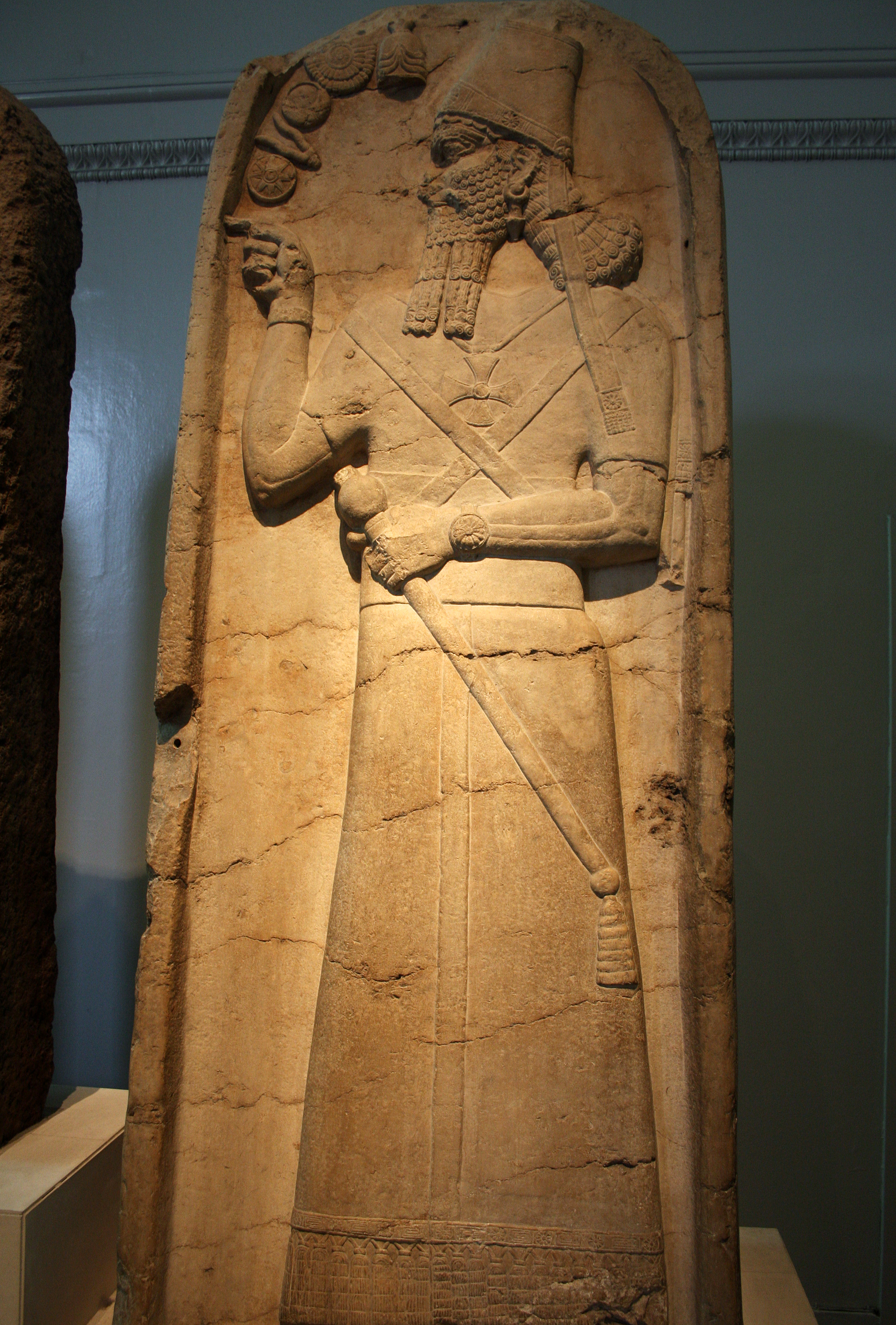
沙姆什·阿達德五世石碑
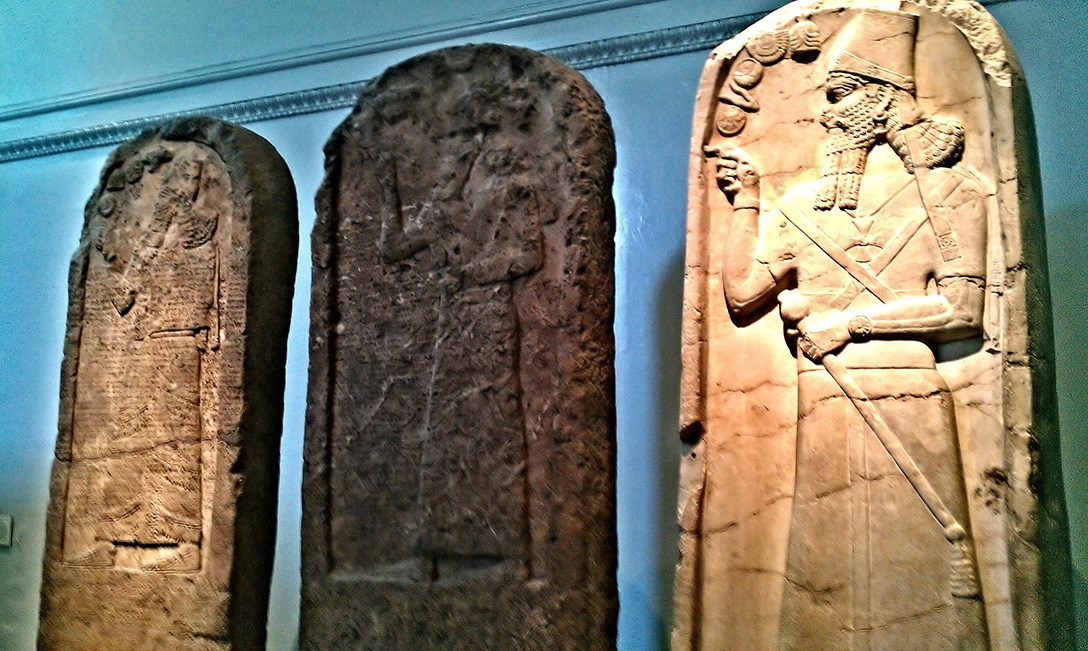
大英博物館的三座皇家石碑
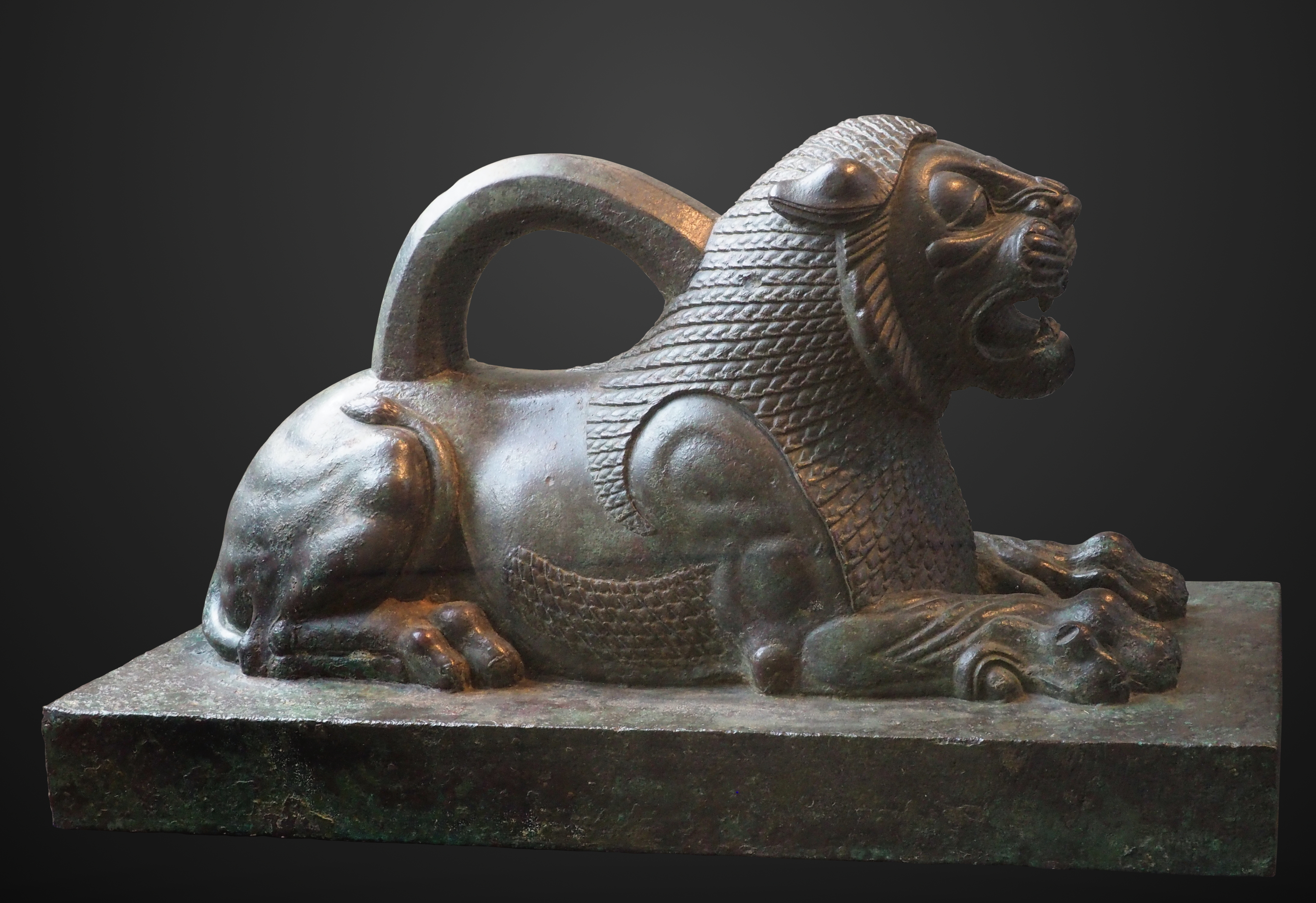
亞述獅子砝碼（英语：Assyrian_lion_weights）；公元前6-4世紀；青銅，典藏於盧浮宮。

## 挖掘

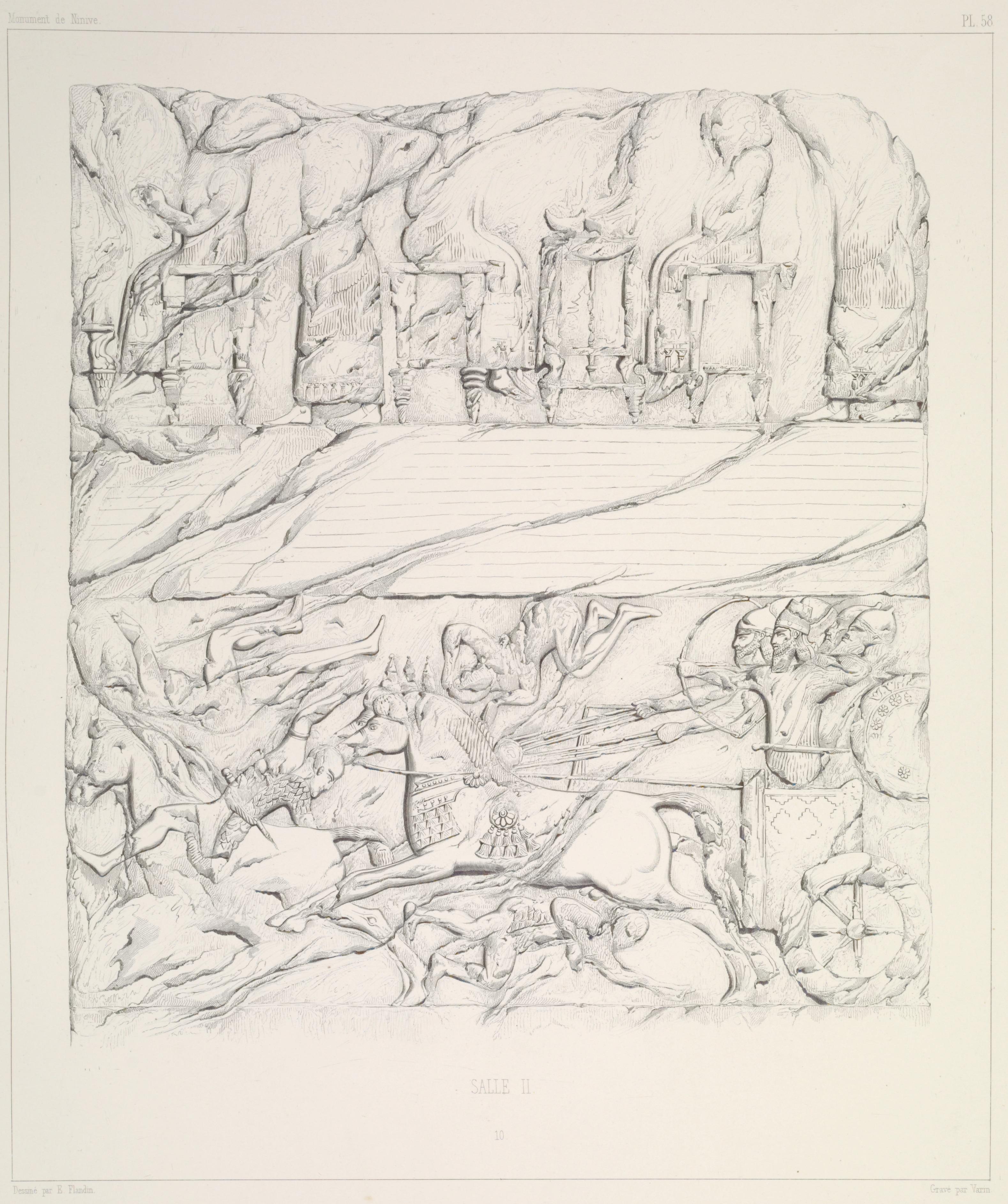
《尼尼维纪念碑》中，由歐仁·法蘭丁所繪製的亞述雕塑版畫，1849年

由於伊拉克地區在整個19世紀都是奧斯曼帝國的一部分，帝國允許外國挖掘和搬走發現的文物，因此在考古探勘上幾乎沒有任何阻礙。即使在1870年代，挖土機也常常只受旨在用於採礦作業制度的監管，並且必須要根據所開採材料價值的一定比例，以向帝國繳納稅款。
由於亞述宮殿的特性使挖掘相當簡單，通常亞述宮殿是建在高的泥磚平台上。測試沟渠會朝著不同的方向開始，一旦其中一個沟渠已經命中了雕塑，那麼沟渠只需要跟隨牆壁的線，通常是經過一整套房間。大多數沟渠可以露在天空中，但在尼姆魯德，一個宮殿經常覆蓋在另一個宮殿上，在某些地方必須通過隧道。
根據考古尼姆魯德的考古學家奧斯丁·亨利·萊亞德的經歷，他在辛那赫里布宮殿裡發現了近兩英里的宮殿浮雕遺址以及亞述巴尼拔圖書館，然而挖掘行動在現代標準下欠缺很多; 部分房間的中心不僅沒有被挖掘，而且在一個房間中移除的物質可能被存放在另一個房間中，甚至由於沒有人為發掘的古物進行記錄，及後到達歐洲時，宮殿遺址發現的泥板與來自其他遺址的泥板混在一起。
通常，片板被鋸成大約原始深度的三分之一，以減輕運送到歐洲的重量，然而該手段通常比挖掘還要更加複雜、困難。

### 保羅-埃米爾·博塔
亞述雕塑發現的第一個跡像出現在1820年，當時駐巴格達的英國常駐部長或領事，同時古代近東的早期學者克勞迪烏斯·里奇前往摩蘇爾和古代尼尼微遺址，他在那裡講述了一個巨大的救濟面板被發現並很快被打破。他的記述發表於1836年；並將兩個小碎片帶回了英國。 1842年，法國駐摩蘇爾領事保羅·埃米爾·博塔僱人在尼尼微最大的土丘庫雲吉克（Kuyunjik）進行挖掘。後在當地農民建議在杜爾舍魯金挖掘後，他們在杜爾舍魯金地表以下幾英尺處發現了薩爾貢二世的宮殿，並發現了大量的浮雕。
1843年5月，博塔發現薩爾貢二世的新聞報導引起了法國政府的興趣，法國政府向他提供了資金，法兰西文学院則派遣對波斯文物進行了仔細的考古藝術家歐仁·法蘭丁參與博塔的調查，1844年10月，由於該地點找不到更多遺物，博塔決定將他的發現帶回巴黎。然而第一批大量貨物直到1846年12月才到達巴黎。共有兩個巨大的拉瑪蘇因太大而留在原地。後亨利·C·羅林森 1849年將它們鋸成幾塊後，拉瑪蘇被運至英國並在大英博物館重組。1849年，由博塔和法蘭丁創作的寺卷插圖豐富的典範專著《尼尼维纪念碑》於法國出版。

### 奧斯汀·亨利·萊亞德和斯特拉特福·坎寧

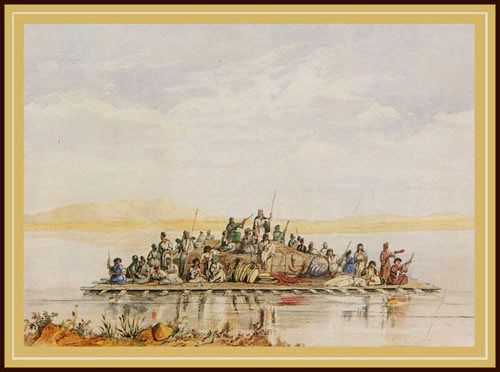
奧斯汀·亨利·萊亞德使用了木筏，將拉瑪蘇雕像運下底格里斯河。

奧斯丁·亨利·萊亞德在1840年代初期是隸屬於君士坦丁堡大使館的巡迴代理人，他已於1840年訪問過尼姆魯德地區。1845年，他說服了另一位君士坦丁堡大使斯特拉特福·坎寧爵士，親自資助探險隊在尼姆魯德進行挖掘。1845年11月，他在尼姆魯德 (Nimrud) 挖掘的第一天，只有六名工人的情況下發現了石板，最初只有銘文，但很快就發現浮雕。該團隊後來持續挖掘直到1847年6月。
1846年底，萊亞德從坎寧那裡接管了資金以償還她的支出。由於在遺跡發現的文物數量如此之大，以至於將它們帶回英國是一項重大任務，也導致大量碎片部分被重新埋葬，大量到達其他國家。萊亞德在摩蘇爾招募了20歲的霍爾木茲德·拉薩姆，負責管理挖掘者的工資和監督，並鼓勵他日後發展外交官和考古學家的職業生涯。

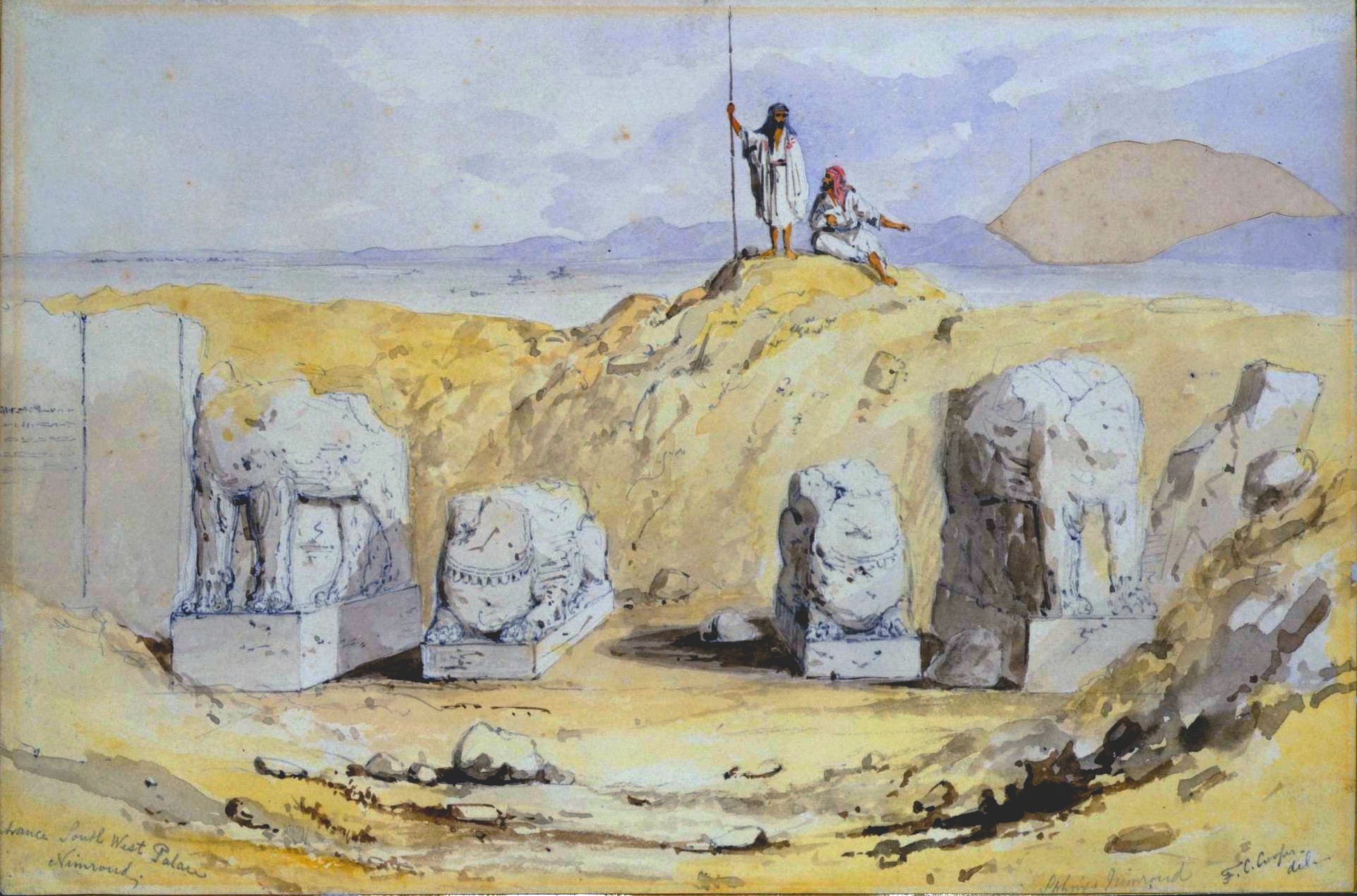
1849–50年發掘期間，尼尼微西南宮的入口。

萊亞德於1847年6月返回英國，還帶著拉薩姆令他能夠在劍橋學習。他留下了一些工人駐守於尼姆魯德遺跡，主要讓其他其他國家的挖掘者遠離工地，當萊亞德的發現抵達倫敦後，於該城引起了極大的公眾興趣，他隨後出版了一系列書籍，尤其是1849年的《尼尼微及其遺跡碑》的資訊，極大地增加了公眾的興趣。1849年10月，萊亞德在藝術家弗雷德里克·庫珀的陪同下回到摩蘇爾，並繼續挖掘直到1851年4月，之後則由拉薩姆挖手負責挖掘工作。到該階段，多虧亨利·C·罗林森與其他語言學家對泥板、銘文以及其他材料的研究，使得亞述的楔形文字得到了部分理解。
最初，拉薩姆的發現在大型文物方面有所減少，英國甚至同意將庫雲吉克土墩的一半權利讓給法國考古團隊，到 1853年12月，英國的資金快要用完了，當時拉薩姆偶然發現了位於新法屬地區庫雲吉克的亞述巴尼帕爾宮殿，幸運的是，該宮殿還沒有開始被挖掘，根據拉薩姆的說法，「這是一個既定的規則，無論何時發現一座新宮殿，其他人都不能干涉它，因此......我已經為英格蘭獲得了它」。 新宮殿的挖掘工作直到1855年才被清理完畢，由成立於1853年的亞述探索基金會完成。
1855年的挖掘工作結束後，對於亞述的考古黃金時代也正式結束了，儘管發現了絕大多數倖存的亞述雕塑。在地區的探勘工作也一直持續到至今也未發現新的宮殿，發現的大多是孤立的碎片，例如拉薩姆在1878年發現了兩座拉瓦特門。
許多重新埋葬的作品在1960年代被重新發掘，其中一些很快被藝術經銷商發掘，另一些則由伊拉克政府發掘，在遺址被指定為博物館保存後，部分遺跡留在原地展示給遊客。然而，仍有大量文物在1990年代的戰爭、以及2010年代被伊斯蘭國統治時被摧毀。

## 收藏

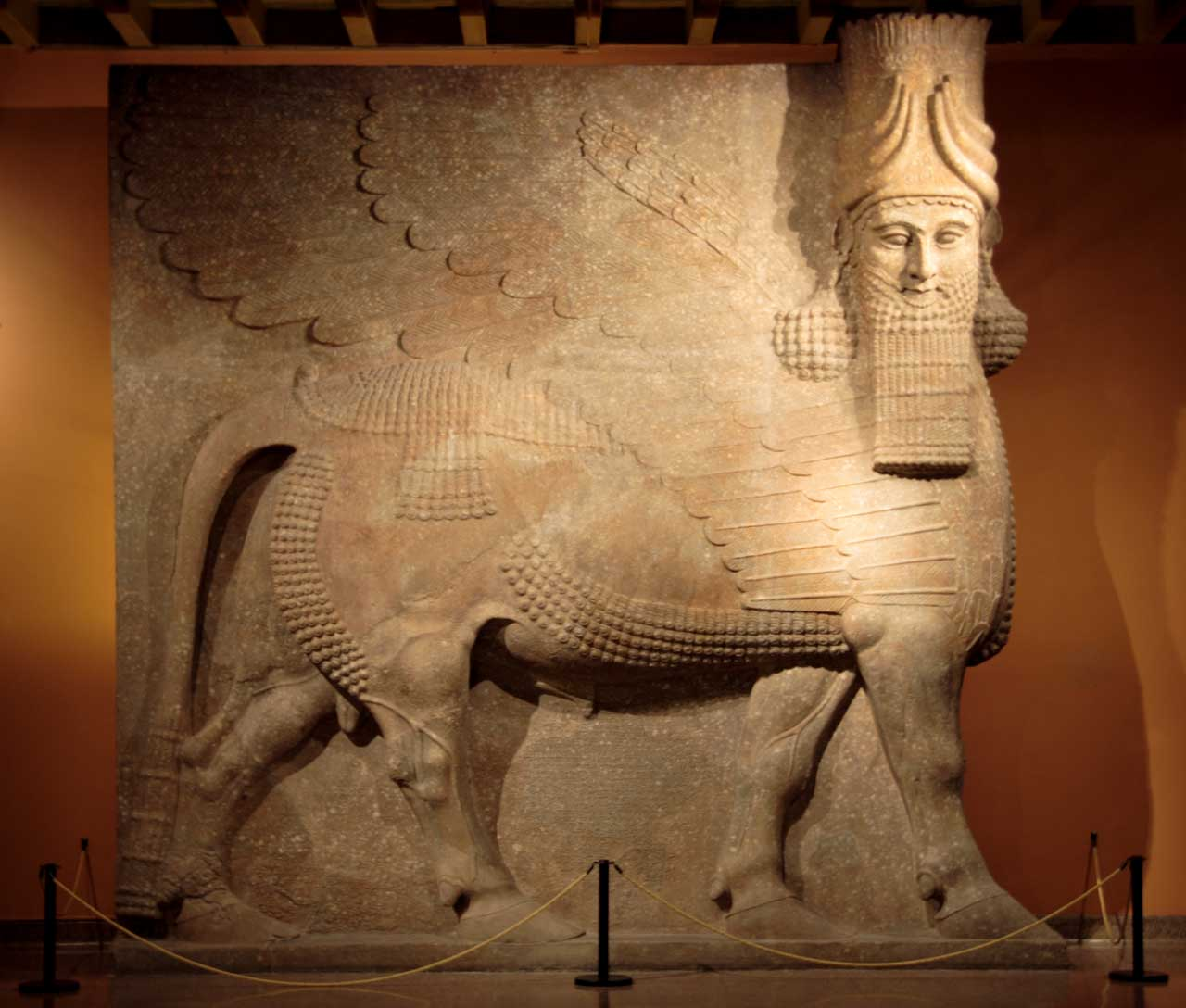
於芝加哥展示的拉瑪蘇，公元前721–705年。

由於挖掘時期的歷史，當前對亞述雕塑保存最好的單一藏品大多在大英博物館，其次是位於伊拉克的博物館和其他藏品，伊拉克在20世紀擁有最大的藏品，儘管在21世紀的戰爭使得目前的財產是不確定的。大量被發現然後重新埋葬的文物命運也不確定。
在挖掘的高峰期，由於發現的文物數量太大，使得英國和法國無法管理，許多作品在前往歐洲的途中在某個時候被轉移，或者被博物館贈送至其他國家。使得當前有部分拉瑪蘇或宮殿浮雕於巴黎、柏林、紐約和芝加哥展覽。部分宮殿浮雕於新英格蘭的一些大學博物館展示、達特茅斯學院的博物館則有七個展板。宮宮殿浮雕在美國總共有大約75件。
除了大英博物館，在英國，阿什莫林博物館有10幅浮雕（2大8小），布里斯托尔城市博物馆与美术馆和美術館有三幅大浮雕，蘇格蘭國家博物館和維多利亞和阿爾伯特博物館各一件浮雕。

## 書目
- Cohen, Ada, Kangas, Stephen E., Assyrian Reliefs from the Palace of Ashurnasirpal II, 2010, University Press of New England, ISBN 9781584658177
- Frankfort, Henri, The Art and Architecture of the Ancient Orient, Pelican History of Art, 4th ed 1970, Penguin (now Yale History of Art), ISBN 0140561072
- "Grove": Russell, John M., Section 6. "c 1000–539 BC., (i) Neo-Assyrian." in Dominique Collon, et al. "Mesopotamia, §III: Sculpture." Grove Art Online, Oxford Art Online, Oxford University Press, accessed 19 November 2016, subscription required （页面存档备份，存于）
- Hugh Honour and John Fleming, A World History of Art, 1st edn. 1982 (many later editions), Macmillan, London, page refs to 1984 Macmillan 1st edn. paperback. ISBN 0333371852
- Hoving, Thomas. Greatest Works of Western Civilization, 1997, Artisan, New York, ISBN 9781885183538
- Kreppner, Florian Janoscha, "Public Space in Nature: The Case of Neo-Assyrian Rock-Reliefs", Altorientalische Forschungen, 29/2 (2002): 367–383, online at Academia.edu （页面存档备份，存于）
- Oates, D. and J. Oates, Nimrud, An Assyrian Imperial City Revealed, 2001, London: British School of Archaeology in Iraq, full PDF (332 pages) （页面存档备份，存于） ISBN 978-0903472258
- Reade, Julian, Assyrian Sculpture, 1998 (2nd edn.), The British Museum Press, ISBN 9780714121413

其他
- Collins, Paul, Assyrian Palace Sculptures, 2008, British Museum, ISBN 0714111678, 9780714111674
- Crawford, Vaughn Emerson, Harper, Prudence Oliver, Pittman, Holly, Assyrian Reliefs and Ivories in the Metropolitan Museum of Art: Palace Reliefs of Assurnasirpal II and Ivory Carvings from Nimrud, 1980, Metropolitan Museum of Art, ISBN 0870992600, 9780870992605
- Kertai, David, The Architecture of Late Assyrian Royal Palaces, 2015, Oxford University Press, ISBN 0198723180, 9780198723189
- Larsen, Mogens Trolle, The Conquest of Assyria: Excavations in an Antique Land, 1840–1860, 1996, Psychology Press, ISBN 041514356X, 9780415143561
- Ornan, Tallay, The Triumph of the Symbol: Pictorial Representation of Deities in Mesopotamia and the Biblical Image Ban, 2005, Saint-Paul, ISBN 3525530072, 9783525530078, google books
- Russell, John M., Sennacherib's ‘Palace without Rival’ at Nineveh, 1991, Chicago